# Luzinópolis
Luzinópolis é um município brasileiro do estado do Tocantins. Localiza-se a uma latitude 06º10'56" sul e a uma longitude 47º51'22" oeste, estando a uma altitude de 250 metros. Sua população estimada em 2004 era de 2.302 habitantes. Possui uma área de 280,865 km².